# آمریکای پرتغالی
آمریکای پرتغالی (پرتغالی: América Portuguesa) در زبان انگلیسی، در مقایسه با آنگلو-آمریکا، آمریکای فرانسوی یا آمریکای اسپانیایی‌زبان، جامعه پرتغالی زبان مردم و جماعت پراکنده آنها است. به ویژه کسانی که ریشه‌هایشان را به برزیل، اوایل استعمارگری پرتغال در قاره آمریکا برمی‌گردانند.